# Hsinchu-Ostbezirk
Hsinchu-Ostbezirk (chinesisch 新竹市東區, Pinyin Xīnzhú shì Dōngqū, taiwanisch: Sin-tek-chhī Tang-khu) ist ein Bezirk der Stadt Hsinchu in der Republik China (Taiwan). Hier befinden sich der Bahnhof von Hsinchu und der Hsinchu-Wissenschaftspark (新竹科學園區 Hsinchu Science Park).

## Lage und Beschreibung

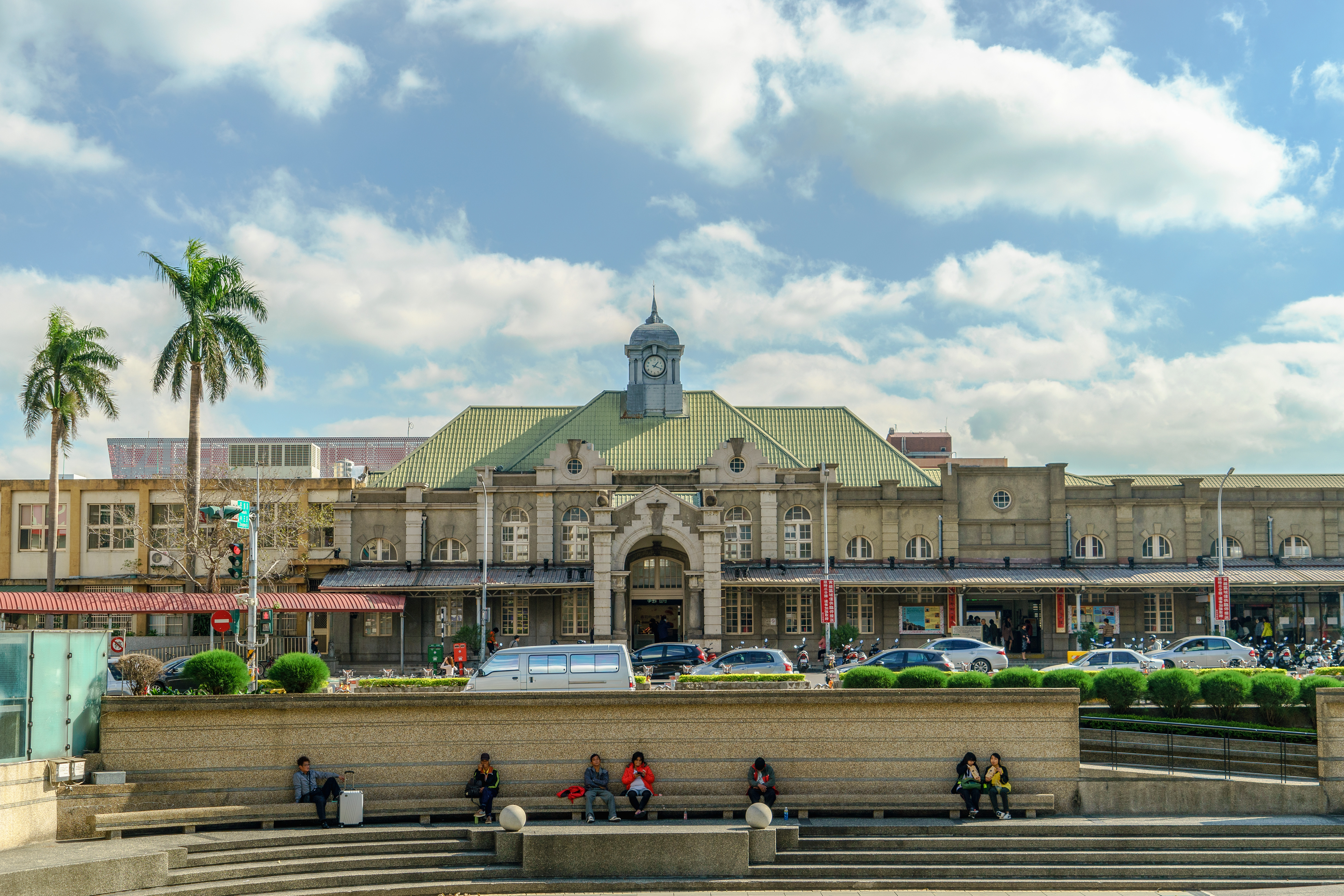
Der Bahnhof von Hsinchu

Hsinchu-Ostbezirk liegt im Nordosten der Stadt Hsinchu und hat etwa die Form eines breiten Bogens, dessen Öffnung nach Süden zeigt. Im Westen grenzt sein Gebiet an die Nachbarbezirke Xiangshan und Hsinchu-Nord sowie im Norden, Osten und Süden an die Gemeinden Zhubei, Zhudong und Baoshan des Landkreises Hsinchu. Nördlich wird der Bezirk vom Fluss Qiantou, östlich vom Fluss Kezihu begrenzt.
Der Bezirk ist in 53 Viertel unterteilt. Seine Bevölkerung nahm seit seiner Einrichtung kontinuierlich zu. Im Jahr 1991 lebten hier 157.676 Menschen, im September 2024 waren es 224.146, womit Hsinchu-Ost der bevölkerungsreichste unter den drei Bezirken Hsinchus war.

## Geschichte

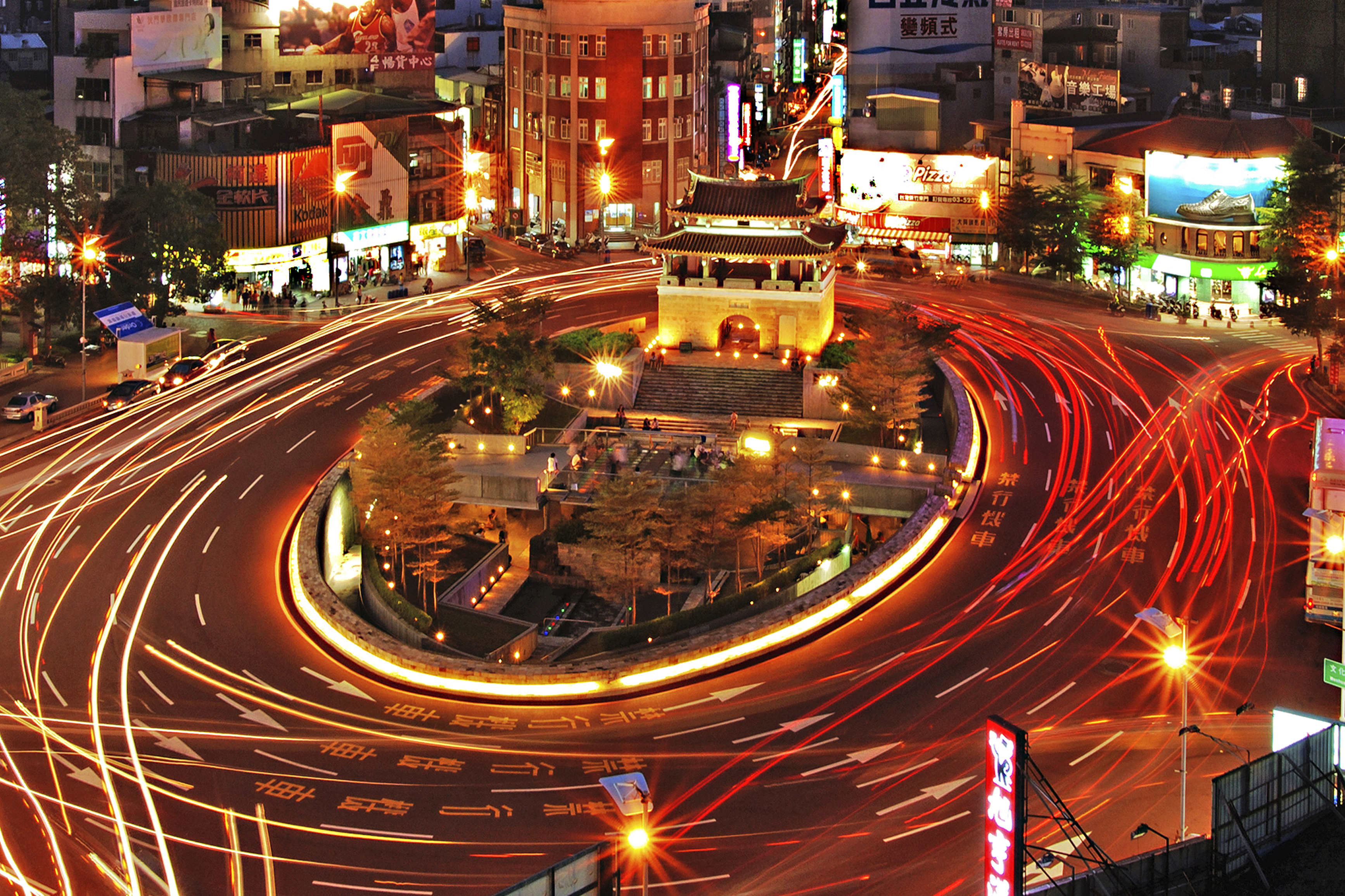
Das Stadttor Ying Xi Men

Hsinchu war ursprünglich von dem taiwanischen Ureinwohnervolk der Taokas bewohnt. Ab Anfang des 18. Jahrhunderts wanderten chinesische Siedler ein und nannten das Gebiet Zhuqian (竹塹, taiwanisch: Tek-chhàm), dessen gleichnamiger Hauptort im Gebiet des heutigen Ostbezirks lag.
Kurz vor dem Ende der Qing-Herrschaft über Taiwan wurde hier im Jahr 1893 einer der ersten Bahnhöfe Taiwans, der heutige Bahnhof Hsinchu (新竹車站) eröffnet. Die Eisenbahnlinie verband den Ort mit Taipeh.
Zur Zeit der japanischen Herrschaft über Taiwan wurde der Ort 1930 in Stadt Hsinchu umbenannt und im Jahr 1990 wurden die Viertel im Osten zum Ostbezirk zusammengefasst.

## Verkehr und Wirtschaft
Der Ostbezirk wird von Norden nach Süden von der Autobahn Nationalstraße 1 durchquert. Sie kreuzt die Stadtstraße 122 (Guangfu Road), die den Bezirk mittig von West nach Ost  durchläuft. Die Provinzstraße 1 und die Nationalstraße 3 streifen den Bezirk am Nordwest- bzw. am Südrand. Am Nordrand verläuft von West nach Ost die Provinz-Schnellstraße 68. Der öffentliche Nahverkehr wird von einigen Buslinien bestritten.
Im Ostbezirk liegt der Bahnhof Hsinchu (新竹車站) der Taiwanischen Eisenbahn, einer der ältesten Bahnhöfe Taiwans. Au-erdem befindet sich hier das Zentrum des sich über Hsinchu und Nachbargemeinden erstreckenden Industrieparks Hsinchu-Wissenschaftspark (新竹科學園區 Hsinchu Science Park, kurz: 竹科 Zhuke), der u. a. den Firmensitz des Halbleiter-Herstellers Taiwan Semiconductor Manufacturing Company (TSMC) beherbergt.

## Bildung
Im Ostbezirk befinden sich die Tsing-Hua-Nationaluniversität (國立清華大學 National Tsing Hua University) und die Yang-Ming-Chiao-Tung-Nationaluniversität (國立陽明交通大學 National Yang Ming Chiao Tung University).

## Kultur und Sehenswürdigkeiten

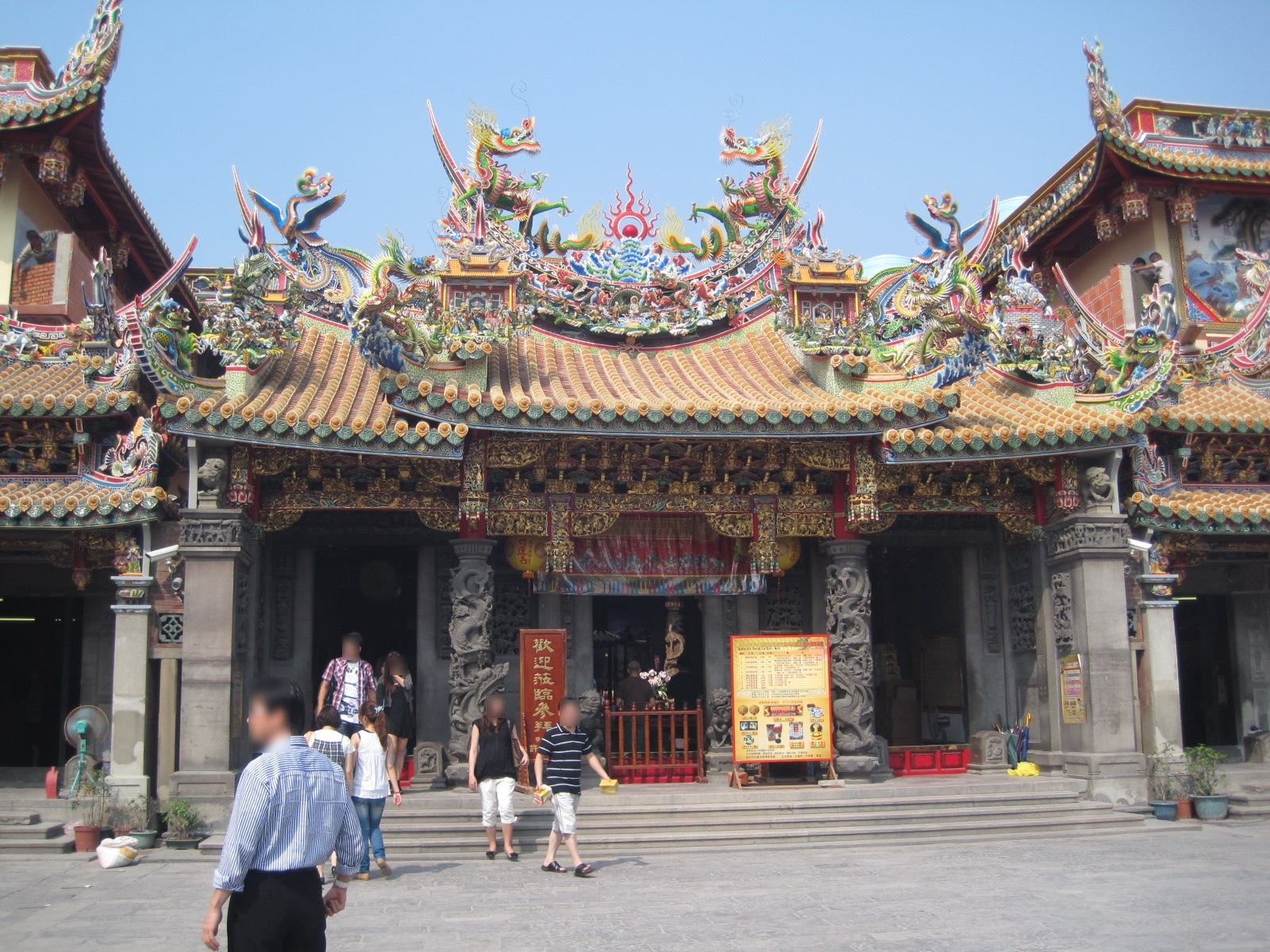
Der Zhulian Si

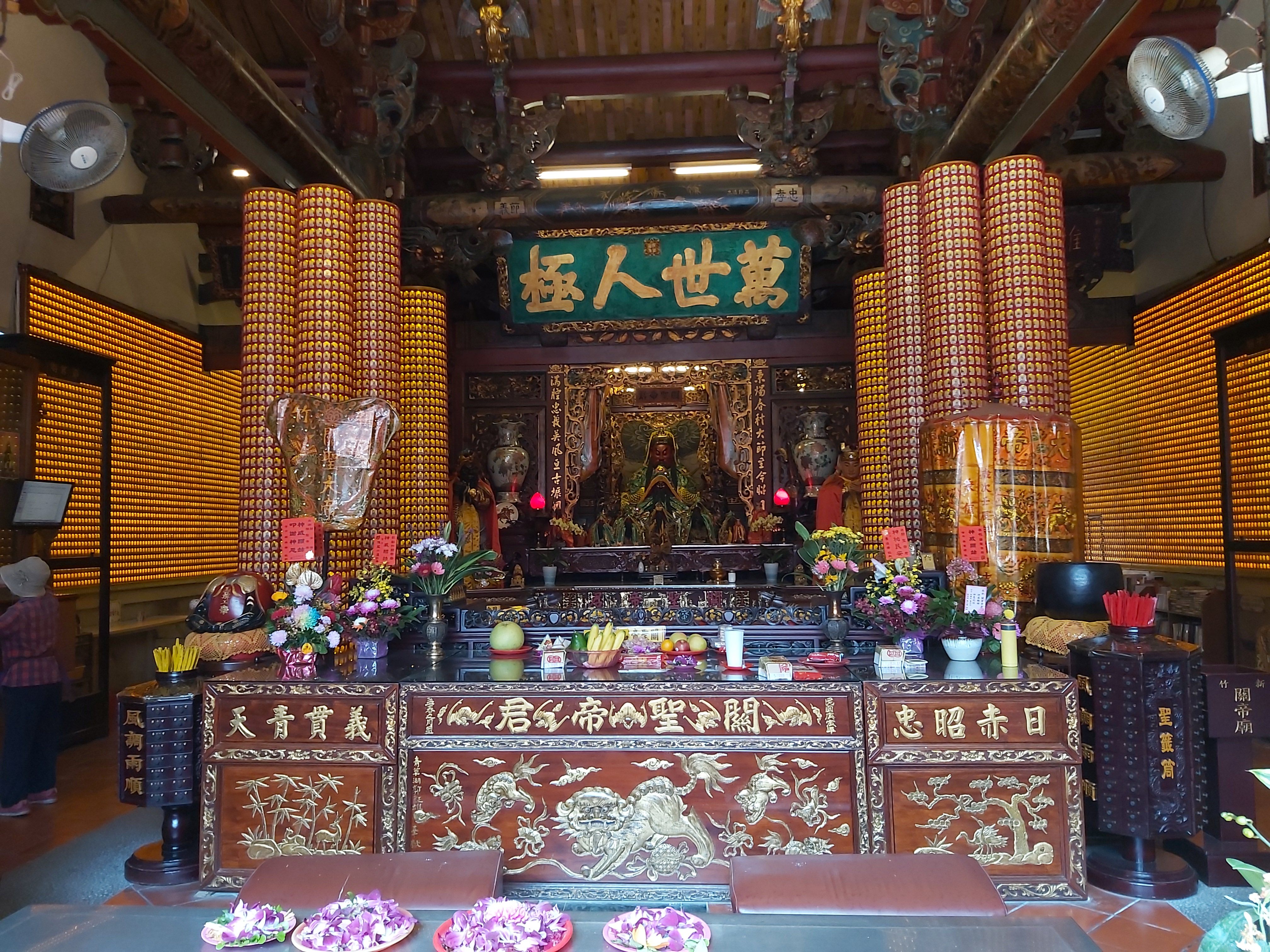
Im Guandi Miao

Ein Wahrzeichen des Ostbezirks ist das 1827 errichtete östliche Stadttor Ying Xi Men (迎曦門), einziges Überbleibsel der einstigen Stadtbefestigung. Ein weiteres Wahrzeichen ist das Gebäude des 1893 eröffneten Bahnhofs Hsinchu, der sein heutiges Aussehen im Jahr 1913 erhielt und heute denkmalgeschützt ist.
Im Bezirk gibt es eine Reihe daoistischer und buddhistischer Tempel und christlicher Gemeinden. Bedeutende religiöse Zentren sind der Guan Yu gewidmete Tempel Guandi Miao (新竹關帝廟) und der Zhulian Si (竹蓮寺), in dem hauptsächlich Guanyin verehrt wird.
Auch der Zoo der Stadt Hsinchu befindet sich im Ostbezirk. Weitere beliebte Naherholungs- und Ausflugsziele sind der Qingcao-See (青草湖) im Südwesten und Shiba Jianshan (十八尖山), der größte Park Hsinchus.